# Volkshochschule Alsergrund Währing Döbling
Die Volkshochschule Alsergrund Währing Döbling mit ihren Häusern in Wien-Alsergrund, Währing und Döbling, bietet je Semester mehr als 1000 Kurse an.

## Geschichte
Die Volkshochschule Alsergrund wurde 1934 gegründet. Die ständestaatliche Volkshochschule sollte einen Gegenpol zu arbeiterorientierten Volksbildungseinrichtungen schaffen und ein bürgerliches Publikum ansprechen.
Unter den Nationalsozialisten wurden 1938 die bestehenden Volkshochschulvereine in Wien vollends aufgelöst und der Deutschen Arbeitsfront angegliedert, die für die Betreuung des Volksbildungswesens das Deutsche Volksbildungswerk schuf. Der gesamte Betrieb wurde zentral geleitet und ideologisch ausgerichtete Kurse und Vorträge geplant und überwacht.
1945 hat die Wiener Volksbildung und somit auch die Volkshochschule Alsergrund mit ihrer Zweigstelle Währing den Betrieb wieder aufgenommen. Im Wintersemester 1945/46 wurden bereits 188 Kurse angeboten, die von ca. 5.800 Hörern besucht wurden.
Zu Beginn der 1970er-Jahre entstand nach der Fusion der Volkshochschule Alsergrund mit dem Volksbildungsverein Döbling die regionale Volkshochschule Wien Nordwest.

## Haus Galileigasse 8

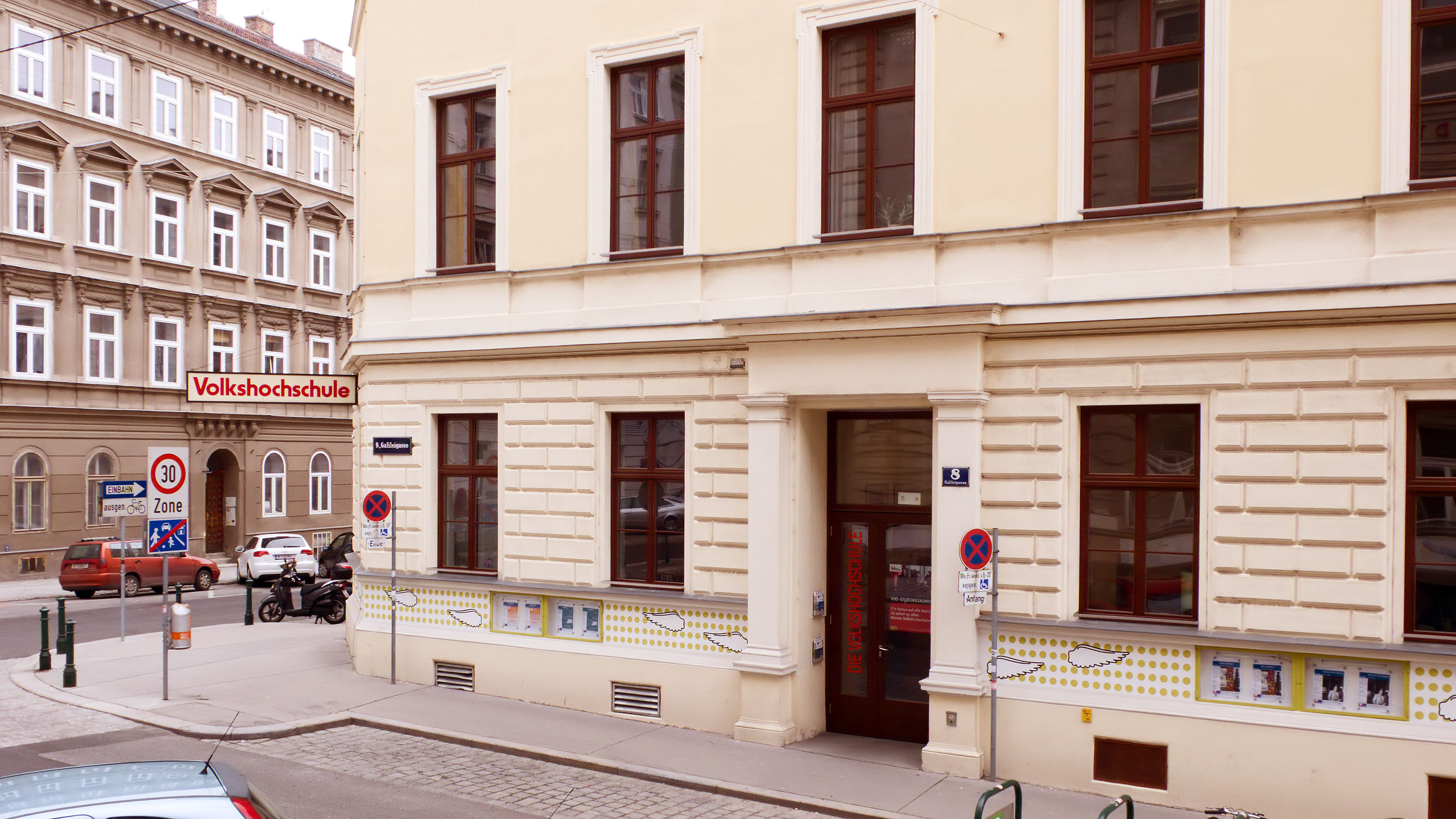
Die Volkshochschule in der Galileigasse

Im Jahre 1861 beschloss der Gemeinderat der Stadt Wien die Neuorganisation des Waisenerziehungswesens. Es wurden zwei Musterwaisenkolonien in Schottenfeld und Matzleinsdorf errichtet (auch genannt: Waisenhaus I und II). Nachdem am 22. Dezember 1871 vom Gemeinderat der Bau eines III. Waisenhauses beschlossen worden war, begannen am 19. Mai 1873 die Bauarbeiten auf der Liegenschaft Galileigasse 8. Am 7. Oktober 1874 wurde das in allen seinen Einrichtungen mustergültige Waisenhaus (im Beisein des Statthalters von Niederösterreich, Sigmund Conrad von Eybesfelds) eröffnet und aus diesem Anlass eine sich auf die Kommune sowie Bürgermeister Cajetan Felder beziehende Marmortafel freigegeben.
Das Institut war für 100 sogenannte Zöglinge eingerichtet. (Unter ihnen befand sich 1880–1883 der Halbwaise Karl Seitz, später, 1923–1934, Bürgermeister von Wien.) Die Waisenkinder lebten bis zum 14. Lebensjahr dort, dann sorgte die Direktion für die Unterbringung an einer Arbeitsstelle.
1920–1923 wurde das Gebäude als städtisches Versorgungshaus (für erwerbsunfähige, pflegebedürftige Personen) genutzt, 1924–1929 erneut als Waisenhaus (für ca. 80 hilfsschulbedürftige, schwer erziehbare Knaben), 1929–1934 als Verwaltungsakademie der Stadt Wien (Fortbildungsstätte für Magistratsbeamte), ab 1934 als Volkshochschule Alsergrund im Haus Galileigasse.
Das Haus wurde ab 1962 generalsaniert und am 25. Oktober 1963 vom Stadtrat für Kultur, Volksbildung und Schulverwaltung, Vizebürgermeister Hans Mandl feierlich neu eröffnet.